# Mariano Aldecoa
Mariano Aldecoa (Córdoba, Argentina; 9 de julio de 1986) es un futbolista argentino. Juega en Club Atlético y Biblioteca Bell en la Liga de Bell Ville.

## Clubes
| Club                  | País      | Año       |
| --------------------- | --------- | --------- |
| Belgrano              | Argentina | 2007-2010 |
| Sportivo Belgrano     | Argentina | 2011-2011 |
| Cienciano             | Perú      | 2011      |
| Juventud Antoniana    | Argentina | 2012      |
| Alumni                | Argentina | 2012-2013 |
| Sarmiento de Leones   | Argentina | 2013-2015 |
| San Martín de Mendoza | Argentina | 2016      |

- Datos: Q5997538